# Kecamatan Purwadadi
Kecamatan Purwadadi är ett distrikt i Indonesien.   Det ligger i provinsen Jawa Barat, i den västra delen av landet, 100 km öster om huvudstaden Jakarta.